# Elecciones estatales de Sergipe de 2022
Las elecciones estatales en Sergipe en 2022 se realizaron el 2 de octubre (primera vuelta) y el 30 de octubre (segunda vuelta), como parte de las elecciones generales. Los ciudadanos de Sergipe con derecho a voto elegían a sus representantes en la siguiente proporción: 8 diputados federales, un senador, 24 diputados estatales y el gobernador del estado. Los electos tomarán posesión el 1 de enero (Presidente de la República, gobernador y respectivos vicepresidentes) o el 1 de febrero (senador y diputados) de 2023 para períodos de cuatro años (excepto en el caso del senador, que tendrá un período de ocho años).
El gobernador y el vicegobernador elegidos en esta elección ejercerán su mandato unos días más. Esto se debe a la Enmienda Constitucional N° 111, que modificó la Constitución y dispuso que el mandato de los gobernadores de los estados y del Distrito Federal debía comenzar el 6 de enero después de la elección. Sin embargo, los candidatos electos en esta elección tomarán posesión el 1 de enero de 2023 y entregarán su cargo el 6 de enero de 2027.
En la elección realizada el 2 de octubre, el senador Rogério Carvalho, del PT, que recibió 338.796 votos (44,70% de los votos válidos), con el diputado federal Fábio Mitidieri, del PSD, que recibió 294.936 votos (38,91% de los votos válidos). Según la legislación, como ninguno de los candidatos alcanzó más del 50% de los votos válidos, se realizó una segunda vuelta el 30 de octubre, donde Fábio Mitidieri fue electo gobernador del estado de Sergipe, con 623.581 votos (51,70% de los votos válidos). votos), mientras que Rogério Carvalho recibió 582.940 (48,30% de los votos válidos). Para la representación de Sergipe en el Senado Federal, resultó elegido el diputado federal Laércio Oliveira, del PP, con 310.300 votos (28,57% de los votos válidos). Por primera vez en la historia de Sergipe, dos mujeres fueron elegidas para el cargo de diputada federal: Yandra de André (UNIÃO) y Delegada Katarina (PSD), electas con 131.471 (obteniendo el mayor número de votos) y 38.135 votos, respectivamente. Entre las elegidas para la Asamblea Legislativa de Sergipe se encuentra Linda Brasil (PSOL), la primera mujer trans elegida para el cargo en Sergipe, al obtener 28.704 votos.

## Calendario electoral
| Calendario electoral       | Calendario electoral                                                                      |
| -------------------------- | ----------------------------------------------------------------------------------------- |
| 15 de mayo                 | Inicio del financiamiento para precandidatos                                              |
| 20 de julio al 5 de agosto | Convenciones partidarias para elegir candidatos y coaliciones                             |
| 2 de octubre               | Primera vuelta de las elecciones                                                          |
| 7 al 28 de octubre         | Publicidad electoral gratuita en radio y televisión relativa a una posible segunda vuelta |
| 30 de octubre              | Segunda vuelta electoral                                                                  |
| hasta el 19 de diciembre   | Diplomatura de los elegidos por el Tribunal Electoral                                     |

## Candidatos a Gobernador de Sergipe
Las convenciones del partido comenzaron el 20 de julio y se prolongaron hasta el 5 de agosto. Los siguientes partidos políticos ya han confirmado sus candidaturas. Los partidos políticos tienen hasta el 15 de agosto de 2022 para registrar formalmente a sus candidatos.

### Candidaturas oficiales
Nota: La siguiente tabla está organizada alfabéticamente por candidatos.
     Candidato electo     Candidato que paso a segunda vuelta
| Gobernador)      | Gobernador) | Gobernador) | Vicegobernador          | Vicegobernador | Vicegobernador | Nª | Coalición/Federación                                            | Tiempo en franja |
| Candidato        | Partido     | Partido     | Candidato               | Partido        | Partido        | Nª | Coalición/Federación                                            | Tiempo en franja |
| ---------------- | ----------- | ----------- | ----------------------- | -------------- | -------------- | -- | --------------------------------------------------------------- | ---------------- |
| Alejandro Vieira |             | PSDB        | Milton Andrade          |                | Cidadania      | 45 | Esperanza en el Cambio Fed (PSDB-Cidadania), PODE               | 1min11s          |
| Claudio Geriatra |             | DC          | Giovanna Pereira Rocha  |                | DC             | 27 |                                                                 |                  |
| Aroldo Félix     |             | UP          | Luze Augusta dos Santos |                | UP             | 80 |                                                                 |                  |
| Elinos Sabino    |             | PSTU        | Leidi Lima              |                | PSTU           | 16 |                                                                 |                  |
| Fábio Mitidieri  |             | PSD         | Zezinho Sobral          |                | PDT            | 55 | Nuevo Tiempo para Sergipe PSD, PDT, PP, REP, UNIÃO, PSC, Avante | 4min11s          |
| Niully Campos    |             | PSOL        | Demetrio Varjao         |                | PSOL           | 50 | Federación PSOL REDE                                            | 24s              |
| Rogério Carvalho |             | PT          | Sergio Gama             |                | MDB            | 13 | Sergipe de la Esperanza FE Brasil (PT, PCdoB, PV), MDB, PSB, SD | 2min55s          |

### Candidaturas anuladas
El PL registró la candidatura de Valmir de Francisquinho, pero el TSE y la TRE-SE negaron su registro de candidatura en vísperas de la jornada electoral. Pese a la inhabilitación, Valmir siguió afirmándose como candidato en sus redes sociales.
| Gobernador)         | Gobernador) | Gobernador) | Vicegobernador | Vicegobernador | Vicegobernador | Nª | Coalición/Federación                       | Tiempo en franja |
| Candidato           | Roto        | Roto        | Candidato      | Roto           | Roto           | Nª | Coalición/Federación                       | Tiempo en franja |
| ------------------- | ----------- | ----------- | -------------- | -------------- | -------------- | -- | ------------------------------------------ | ---------------- |
| Valmir de Francisco |             | PL          | Emilia Correa  |                | PATRI          | 22 | El Pueblo Quiere PL, PATRI, PROS, PTB, PMN | 1min17s          |

### Candidatos que declinaron
El 19 de agosto, el candidato Jorge Alberto, del PROS, anunció a través de una nota su retiro de la carrera por la gobernación de Sergipe. En el texto, el político citó la inseguridad jurídica provocada por la constante alternancia en el mando nacional del Partido Republicano del Orden Social (Pros), al que está afiliado, lo que repercutió en el cambio de integrantes de la comisión provisional de la fiesta en Sergipe.
| Gobernador)   | Gobernador) | Gobernador) | Vicegobernador | Vicegobernador | Vicegobernador | Nª | Coalición/Federación | tiempo de elecciones |
| Candidato     | Roto        | Roto        | Candidato      | Roto           | Roto           | Nª | Coalición/Federación | tiempo de elecciones |
| ------------- | ----------- | ----------- | -------------- | -------------- | -------------- | -- | -------------------- | -------------------- |
| Jorge Alberto |             | PROS        | Renato Araújo  |                | PROS           | 90 |                      |                      |

- João Fontes ( PTB ) - Diputado Federal por Sergipe 2003-2007. El día de la convención de su partido decidió renunciar a su precandidatura por la necesidad de tener una plataforma única alineada con Jair Bolsonaro ( PL ) en el estado de Sergipe . El partido decidió apoyar la candidatura de Valmir de Francisquinho ( PL ) para el Gobierno de Sergipe y nominó a João Fontes para ser el 1º suplente de Eduardo Amorim ( PL )[29][30]

## Candidatos al Senado Federal
Las convenciones del partido comenzaron el 20 de julio y se prolongaron hasta el 5 de agosto. Los siguientes partidos políticos ya han confirmado sus candidaturas. Los partidos políticos tienen hasta el 15 de agosto de 2022 para registrar formalmente a sus candidatos.

### Candidatos oficiales
Nota: a tabela a seguir está organizada por ordem alfabética de candidatos.
     Candidato electo
| Senador/a        | Senador/a                         | Senador/a | Suplentes                      | Suplentes | Suplentes | Nª  | Coalición/Federación                                            | Tiempo en franja |
| Candidato        | Partido                           | Partido   | Candidatos                     | Partido   | Partido   | Nª  | Coalición/Federación                                            | Tiempo en franja |
| ---------------- | --------------------------------- | --------- | ------------------------------ | --------- | --------- | --- | --------------------------------------------------------------- | ---------------- |
| Airton Costa     |                                   | DC        | 1er suplente: Antonio Carlos   |           | DC        | 270 |                                                                 |                  |
| Airton Costa     | 2do suplente: Antonio Alves       | DC        |                                |           | DC        | 270 |                                                                 |                  |
| Danielle García  |                                   | PODE      | 1er suplente: Ezequiel Leite   |           | PSDB      | 190 | Esperanza en el Cambio Fed (PSDB-Cidadania), PODE               | 35s              |
| Danielle García  | 2do suplente: Adriano Barbosa     | PODE      |                                | PODE      |           | 190 | Esperanza en el Cambio Fed (PSDB-Cidadania), PODE               | 35s              |
| Eduardo Amorim   |                                   | PL        | 1er suplente: João Fontes      |           | PTB       | 222 | El Pueblo Quiere PL, PATRI, PROS, PTB, PMN                      | 38s              |
| Eduardo Amorim   | 2do suplente: Pastor Cleiton      | PL        |                                | PATRI     |           | 222 | El Pueblo Quiere PL, PATRI, PROS, PTB, PMN                      | 38s              |
| Heraldo Goes     |                                   | PSTU      | 1er suplente: Maria de Lourdes |           | PSTU      | 161 |                                                                 |                  |
| Heraldo Goes     | 2do suplente: Nalvinha Santos     | PSTU      |                                |           | PSTU      | 161 |                                                                 |                  |
| Henry Arcilla    |                                   | PSOL      | 1er suplente: Jossimário Mick  |           | PSOL      | 500 | Federación PSOL REDE                                            | 12s              |
| Henry Arcilla    | 2do suplente: Izaltina Quilombola | PSOL      |                                |           | PSOL      | 500 | Federación PSOL REDE                                            | 12s              |
| Laércio Oliveira |                                   | PP        | 1er suplente: Javier Mota      |           | PSD       | 111 | Nuevo Tiempo para Sergipe PSD, PDT, PP, REP, UNIÃO, PSC, Avante | 2min05s          |
| Laércio Oliveira | 2do suplente: Fernando Mota       | PP        |                                | PP        |           | 111 | Nuevo Tiempo para Sergipe PSD, PDT, PP, REP, UNIÃO, PSC, Avante | 2min05s          |
| Valadares Filho  |                                   | PSB       | 1er suplente: Marcio Macedo    |           | PT        | 404 | Sergipe de la Esperanza FE Brasil (PT, PCdoB, PV), MDB, PSB, SD | 1min27s          |
| Valadares Filho  | 2do suplente: Emmanuel Oliveira   | PSB       |                                | PV        |           | 404 | Sergipe de la Esperanza FE Brasil (PT, PCdoB, PV), MDB, PSB, SD | 1min27s          |

## Encuestas de opinión

### Gobernador
| Período    | Instituto           | Valmir PL | Rogerio PT | Fábio PSD | Vieira PSDB | Niully PSOL | Claudio DC | Aroldo UP | Elinos PSTU | B/N  | NS/NR  |
| ---------- | ------------------- | --------- | ---------- | --------- | ----------- | ----------- | ---------- | --------- | ----------- | ---- | ------ |
| 26-27/9    | Real Time Big Datal | 35%       | 25%        | 20%       | 9%          | 5%          | 0%         | 1%        | 0%          | 3%   | 2%     |
| 19-21/9    | TV Sergipe/Ipec     | 38%       | 20%        | 16%       | 6%          | 3%          | 1%         | 1%        | 1%          | 6%   | 9%     |
| 8/23-27    | AtlasIntel          | 32,9%     | 20,3%      | 16,5%     | 9,3%        | 2,1%        | 0,5%       | 0,5%      | 0,1%        | 9,6% | 7,6%   |
| 22-24/8    | TV Sergipe/Ipec     | 29%       | 12%        | 16%       | 9%          | 0%          | 1%         | 1%        | 0%          | 16%  | 15%    |
| 29/07-4/08 | Sergipe Notícias    |           | 13,01%     | 19,69%    | 13,58%      | 0,91%       |            | 0,68%     |             |      | 46,82% |

### Senador Federal

Candidato más votado por municipio (75):
Laércio Oliveira (37 municipios)
Valadares Filho (22 municipios)
Eduardo Amorim (12 municipios)
Danielle Garcia (4 municipios y Capital)

| Período    | Instituto           | Valadares (PSB) | Daniela (CAN) | Amorim (PL) | Laercio (PP) | Enrique (PSOL) | Airton (DC) | Heraldo (PSTU) | B/N   | NS/NR  |
| ---------- | ------------------- | --------------- | ------------- | ----------- | ------------ | -------------- | ----------- | -------------- | ----- | ------ |
| 26-27/9    | Real Time Big Datal | 24%             | 21%           | 16%         | 14%          | 3%             | 1%          | 1%             | 8%    | 12%    |
| 19-21/9    | TV Sergipe/Ipec     | 23%             | 20%           | 16%         | 15%          | 3%             | 2%          | 1%             | 9%    | 12%    |
| 8/23-27    | AtlasIntel          | 14%             | 22,8%         | 13,2%       | 6,9%         | 8,4%           | 0,6%        | 0,3%           | 15,8% | 18%    |
| 22-24/8    | TV Sergipe/Ipec     | 20%             | 17%           | 18%         | 11%          | 2%             | 2%          | 2%             | 17%   | 12%    |
| 29/07-4/08 | Sergipe Notícias    | 11,54%          | 23,89%        | 13,37%      | 8,22%        | 1,75%          |             |                |       | 36,82% |

## Resultados
Según datos del Tribunal Superior Electoral, en el estado de Sergipe, 1.362.604 votantes (81,64% del electorado) acudieron a las urnas en la primera vuelta electoral (2 de octubre) y 306.438 votantes (18,36% del electorado) se abstuvieron. votación. En la segunda vuelta (30 de octubre) acudieron a las urnas 1.353.358 votantes (81,10% del electorado), mientras que 315.516 votantes (18,90% del electorado) se abstuvieron.

### Gobernador
| Candidatos                | Candidatos                | Candidatos                   | Primera vuelta | Primera vuelta | Segunda vuelta | Segunda vuelta |
| Gobernador/a              | Gobernador/a              | Vicegobernador/a             | Votos          | %              | Votos          | %              |
| ------------------------- | ------------------------- | ---------------------------- | -------------- | -------------- | -------------- | -------------- |
|                           | Fábio Mitidieri (PSD)     | Zezinho Sobral (PDT)         | 294.936        | 38,91          | 623.851        | 51,70          |
|                           | Rogelio Carvalho (PT)     | Sérgio Gama (MDB)            | 338.796        | 44,70          | 582.940        | 48,30          |
|                           | Alejandro Vieira (PSDB)   | Milton Andrade (Cidadania)   | 82.495         | 10,88          |                |                |
|                           | Niully Campos (PSOL)      | Demétrio Varjão (PSOL)       | 37.366         | 4,93           |                |                |
|                           | Claudio Geriatra (DC)     | Giovanna Pereira Rocha (DC)  | 2.655          | 0,35           |                |                |
|                           | Aroldo Félix (UP)         | Luze Augusta dos Santos (UP) | 1.044          | 0,14           |                |                |
|                           | Elinos Sabino (PSTU)      | Leidi Lima (PSTU)            | 646            | 0,09           |                |                |
|                           |                           |                              |                |                |                |                |
| Votos válidos             | Votos válidos             | Votos válidos                | 757.938        | 55,62          | 1.206.791      | 89,16          |
| Votos en blanco           | Votos en blanco           | Votos en blanco              | 62.604         | 4,60           | 47.242         | 3,49           |
| Votos nulos               | Votos nulos               | Votos nulos                  | 542.062        | 39,78          | 99.505         | 7,35           |
| Total                     | Total                     | Total                        | 1.362.604      | 100,00         | 1.353.538      | 100,00         |
| Registrados/Participación | Registrados/Participación | Registrados/Participación    | 1.669.042      | 81,64          | 1.669.042      | 81,10          |

### Senador Federal
| Candidato                 | Candidato                 | Votos     | %      |
| ------------------------- | ------------------------- | --------- | ------ |
|                           | Laercio Oliveira (PP)     | 310,300   | 28,57  |
|                           | Valadares Filho (PSB)     | 267,756   | 24,65  |
|                           | Eduardo Amorim (PL)       | 246,398   | 22,68  |
|                           | Danielle García (PODE)    | 206,135   | 18,98  |
|                           | Henri Clay (PSOL)         | 52,741    | 4,86   |
|                           | Heraldo Góes (PSTU)       | 1,600     | 0,15   |
|                           | Airton Costa (DC)         | 1,333     | 0,12   |
|                           |                           |           |        |
| Votos válidos             | Votos válidos             | 1.086.263 | 79,72  |
| Votos en blanco           | Votos en blanco           | 107.308   | 7,87   |
| Votos nulos               | Votos nulos               | 169.033   | 12,41  |
| Total                     | Total                     | 1.362.604 | 100,00 |
| Registrados/Participación | Registrados/Participación | 1.669.042 | 81,64  |

### Diputados federales electos
Fueron 8 diputados federales elegidos para representar a Sergipe en la Cámara de Diputados.
| Nª   | Nombre            | Partido      | Votos   | Ciudad de origen      | Estado         |
| ---- | ----------------- | ------------ | ------- | --------------------- | -------------- |
| 4444 | Yandra de André   | UNIÃO        | 131.471 | Aracaju               | Sergipe        |
| 2244 | Ícaro de Valmir   | PL           | 75.912  | Itabaiana             | Sergipe        |
| 5555 | Fábio Reis        | PSD          | 75.848  | Lagarto               | Sergipe        |
| 1077 | Gustinho Ribeiro  | Republicanos | 71.831  | Aracaju               | Sergipe        |
| 1311 | João Daniel       | PT           | 68.969  | São Lourenço do Oeste | Santa Catarina |
| 4477 | Rodrigo Valadares | UNIÃO        | 49.696  | Aracaju               | Sergipe        |
| 1133 | Thiago de Joaldo  | PP           | 45.698  | São Paulo             | São Paulo      |
| 5505 | Delegada Katarina | PSD          | 38.135  | Aracaju               | Sergipe        |

#### Por Partido/Federación
| N.º                       | Partido                                          | Votos     | %      | Escaños | ±           |
| ------------------------- | ------------------------------------------------ | --------- | ------ | ------- | ----------- |
| 44                        | Unión Brasil (UNIÃO)                             | 239.275   | 20,08  | 2       | 2           |
| 55                        | Partido Social Democrático (PSD)                 | 199.933   | 16,78  | 2       | 1           |
| 10                        | Republicanos (REP)                               | 163.758   | 13,74  | 2       | 2           |
| 22                        | Partido Liberal (PL)                             | 143.510   | 12,04  | 1       | Sin cambios |
| 13                        | Partido de los Trabajadores (PT)                 | 151.444   | 12,71  | 0       | 1           |
| 11                        | Progresistas (PP)                                | 136.000   | 11,41  | 1       | Sin cambios |
| 12                        | Partido Democrático Laborista (PDT)              | 57.467    | 4,82   | 0       | 1           |
| 50                        | Partido Socialismo y Libertad (PSOL)             | 24.273    | 2,04   | 0       | Sin cambios |
| 40                        | Partido Socialista Brasileiro (PSB)              | 17.263    | 1,45   | 0       | Sin cambios |
| 23                        | Ciudadanía (Cidadania)                           | 14.096    | 1,18   | 0       | Sin cambios |
| 45                        | Partido de la Social Democracia Brasileña (PSDB) | 7.852     | 0,66   | 0       | Sin cambios |
| 19                        | Podemos (PODE)                                   | 6.062     | 0,51   | 0       | Sin cambios |
| 23                        | Partido de la Movilización Nacional (PMN)        | 4.319     | 0,36   | 0       | Sin cambios |
| 15                        | Movimento Democrático Brasileiro (MDB)           | 4.292     | 0,36   | 0       | 1           |
| 51                        | Patriota (PATRI)                                 | 4.165     | 0,35   | 0       | Sin cambios |
| 14                        | Partido Laborista Brasileiro (PTB)               | 3.873     | 0,33   | 0       | Sin cambios |
| 27                        | Democracia Cristiana (DC)                        | 3.562     | 0,30   | 0       | Sin cambios |
| 43                        | Partido Verde (PV)                               | 2.880     | 0,24   | 0       | Sin cambios |
| 80                        | Unidad Popular (UP)                              | 2.156     | 0,18   | 0       | Sin cambios |
| 77                        | Solidaridad (SD)                                 | 1.970     | 0,17   | 0       | 1           |
| 90                        | Partido Republicano de Orden Social (PROS)       | 1.732     | 0,15   | 0       | Sin cambios |
| 65                        | Partido Comunista de Brasil (PCdoB)              | 985       | 0,08   | 0       | 1           |
| 18                        | Red de Sostenibilidad (REDE)                     | 207       | 0,06   | 0       | Sin cambios |
|                           |                                                  |           |        |         |             |
| Votos válidos             | Votos válidos                                    | 1.191.617 | 87,45  |         |             |
| Votos en blanco           | Votos en blanco                                  | 82.303    | 6,04   |         |             |
| Votos nulos               | Votos nulos                                      | 88.684    | 6,51   |         |             |
| Total                     | Total                                            | 1.362.604 | 100,00 | 8       | Sin cambios |
| Registrados/Participación | Registrados/Participación                        | 1.669.042 | 81,64  |         |             |

### Diputados estatales electos
24 diputados estatales fueron elegidos para la Asamblea Legislativa de Sergipe.
| Nª    | Nombre               | Partido      | Votos  | Ciudad de origen   | Estado     |
| ----- | -------------------- | ------------ | ------ | ------------------ | ---------- |
| 44444 | Cristiano Cavalcante | UNIÃO        | 45.314 | Maceió             | Alagoas    |
| 10000 | Dr.ª Lidiane Lucena  | Republicanos | 37.332 | Aracaju            | Sergipe    |
| 55250 | Jeferson Andrade     | PSD          | 35.909 | Aracaju            | Sergipe    |
| 22444 | Marcos Oliveira      | PL           | 35.114 | Itabaiana          | Sergipe    |
| 10200 | Carminha Paiva       | Republicanos | 34.790 | Recife             | Pernambuco |
| 55015 | Luciano Bispo        | PSD          | 30.867 | Itabaiana          | Sergipe    |
| 50180 | Linda Brasil         | PSOL         | 28.704 | Santa Rosa de Lima | Sergipe    |
| 55555 | Maisa Mitidieri      | PSD          | 28.174 | Aracaju            | Sergipe    |
| 43777 | Paulo Jr.            | PV           | 27.947 | Aracaju            | Sergipe    |
| 22222 | Pato Maravilha       | PL           | 27.552 | Umbaúba            | Sergipe    |
| 10777 | Áurea Ribeiro        | Republicanos | 26.200 | Lagarto            | Sergipe    |
| 55123 | Adailton Martins     | PSD          | 24.175 | Aracaju            | Sergipe    |
| 22111 | Netinho Guimarães    | PL           | 24.164 | Aracaju            | Sergipe    |
| 55777 | Jorginho Araújo      | PSD          | 23.854 | Aracaju            | Sergipe    |
| 44111 | Marcelo Sobral       | UNIÃO        | 22.159 | Aracaju            | Sergipe    |
| 44555 | Kaká Santos          | UNIÃO        | 20.280 | Lagarto            | Sergipe    |
| 13333 | Chico do Correio     | PT           | 18.523 | Guararapes         | São Paulo  |
| 23777 | Georgeo Passos       | Cidadania    | 18.429 | Aracaju            | Sergipe    |
| 44022 | Luizão "Dona Trampi" | UNIÃO        | 18.921 | Itabaiana          | Sergipe    |
| 12111 | Garibalde Mendonça   | PDT          | 18.073 | Aracaju            | Sergipe    |
| 11123 | Luciano Pimentel     | PP           | 18.073 | Brumado            | Bahía      |
| 43000 | Ibrain de Valmir     | PV           | 16.554 | Lagarto            | Sergipe    |
| 23456 | Dr. Samuel Carvalho  | Cidadania    | 15.621 | Simplício Mendes   | Piauí      |
| 11888 | Neto Batalha         | PP           | 14.990 | Aracaju            | Sergipe    |

#### Por Partido/Federación
| N.º                       | Partido                                          | Votos     | %      | Escaños | ±           |
| ------------------------- | ------------------------------------------------ | --------- | ------ | ------- | ----------- |
| 55                        | Partido Social Democrático (PSD)                 | 202.210   | 16,62  | 5       | 1           |
| 44                        | Unión Brasil (UNIÃO)                             | 159.587   | 13,12  | 4       | 4           |
| 10                        | Republicanos (REP)                               | 153.040   | 12,58  | 3       | Sin cambios |
| 22                        | Partido Liberal (PL)                             | 147.920   | 12,16  | 3       | 1           |
| 11                        | Progresistas (PP)                                | 108.616   | 8,93   | 2       | 2           |
| 23                        | Ciudadanía (Cidadania)                           | 89.527    | 7,36   | 2       | Sin cambios |
| 13                        | Partido de los Trabajadores (PT)                 | 82.863    | 6,81   | 1       | 1           |
| 50                        | Partido Socialismo y Libertad (PSOL)             | 59.733    | 4,91   | 1       | Sin cambios |
| 12                        | Partido Democrático Laborista (PDT)              | 52.642    | 4,34   | 1       | 1           |
| 43                        | Partido Verde (PV)                               | 46.940    | 3,86   | 2       | Sin cambios |
| 40                        | Partido Socialista Brasileiro (PSB)              | 34.801    | 2,86   | 0       | 1           |
| 33                        | Partido de la Movilización Nacional (PMN)        | 23.694    | 1,95   | 0       | Sin cambios |
| 19                        | Podemos (PODE)                                   | 20.078    | 1,65   | 0       | 2           |
| 51                        | Patriota (PATRI)                                 | 19.199    | 1,58   | 0       | Sin cambios |
| 65                        | Partido Comunista de Brasil (PCdoB)              | 3.570     | 0,29   | 0       | Sin cambios |
| 45                        | Partido de la Social Democracia Brasileña (PSDB) | 3.275     | 0,27   | 0       | 1           |
| 15                        | Movimento Democrático Brasileiro (MDB)           | 2.774     | 0,23   | 0       | 3           |
| 27                        | Democracia Cristiana (DC)                        | 1.978     | 0,16   | 0       | Sin cambios |
| 14                        | Partido Laborista Brasileiro (PTB)               | 1.799     | 0,15   | 0       | 1           |
| 90                        | Partido Republicano de Orden Social (PROS)       | 1.737     | 0,14   | 0       | Sin cambios |
| 80                        | Unidad Popular (UP)                              | 288       | 0,02   | 0       | Sin cambios |
| 18                        | Red de Sostenibilidad (REDE)                     | 154       | 0,01   | 0       | 2           |
|                           |                                                  |           |        |         |             |
| Votos válidos             | Votos válidos                                    | 1.216.425 | 88,39  |         |             |
| Votos en blanco           | Votos en blanco                                  | 72.433    | 5,41   |         |             |
| Votos nulos               | Votos nulos                                      | 73.746    | 6,20   |         |             |
| Total                     | Total                                            | 1.362.604 | 100,00 | 24      | Sin cambios |
| Registrados/Participación | Registrados/Participación                        | 1.669.042 | 81,64  |         |             |